# 野尻湖ナウマンゾウ博物館

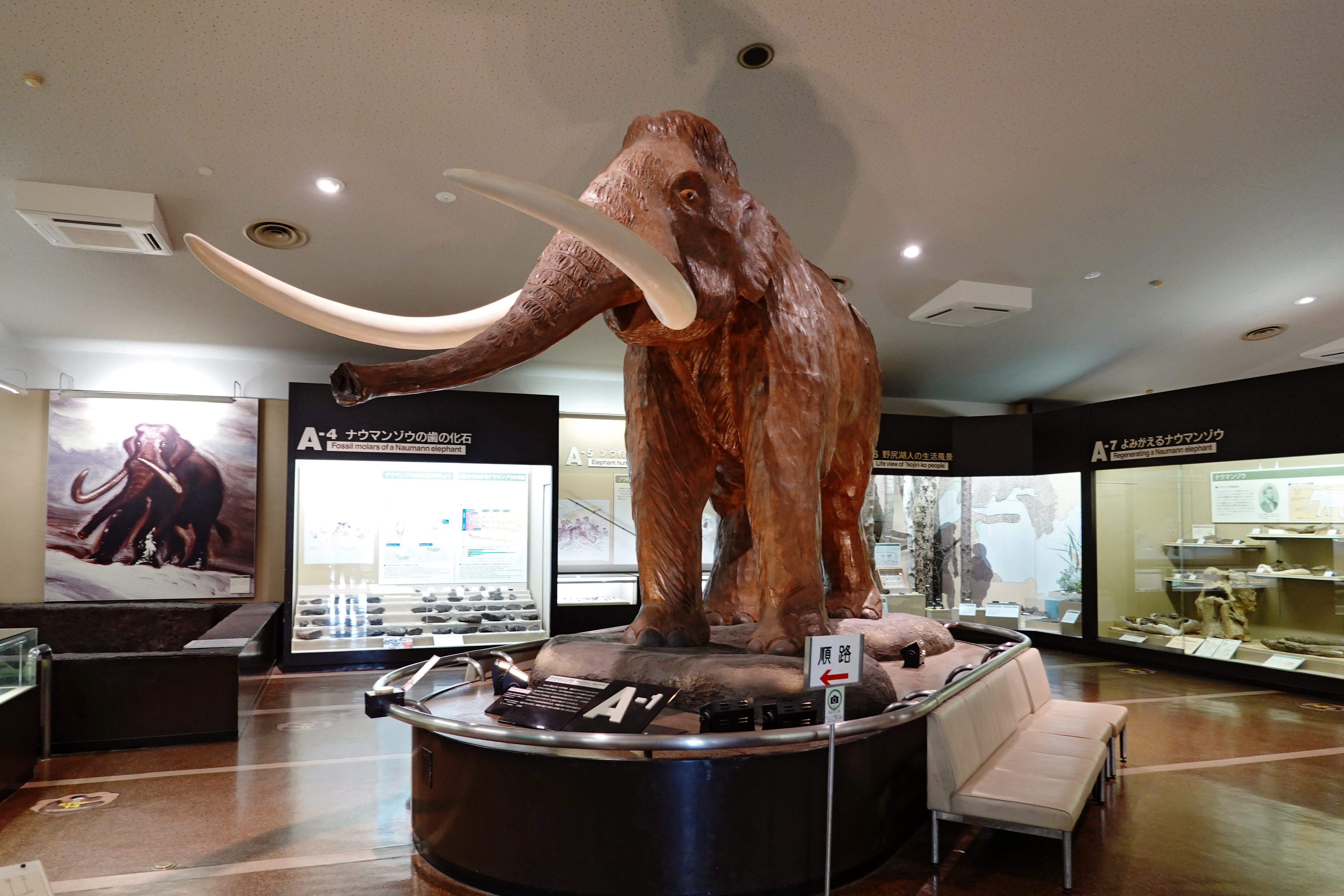
館内

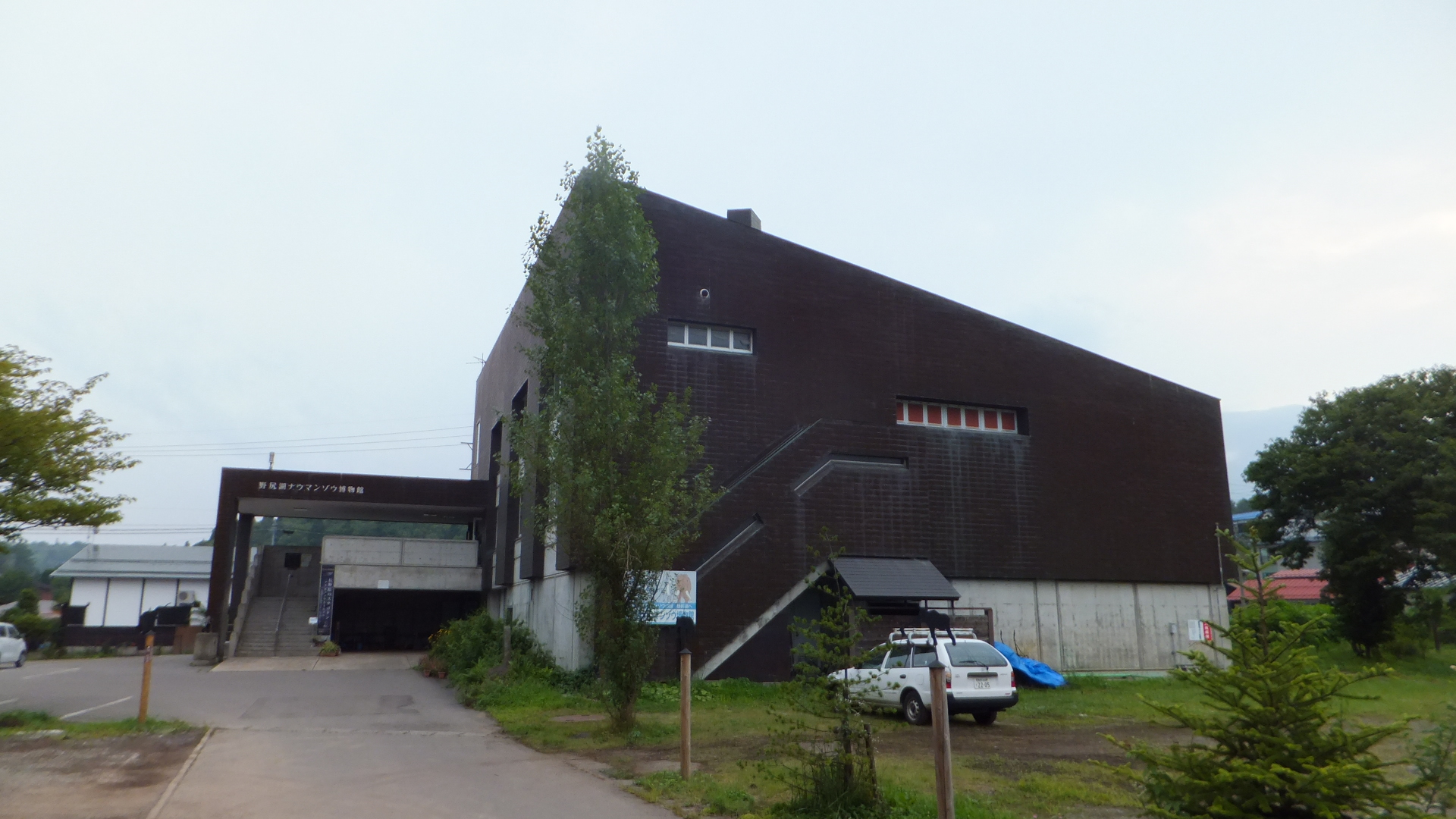
正面から見た様子

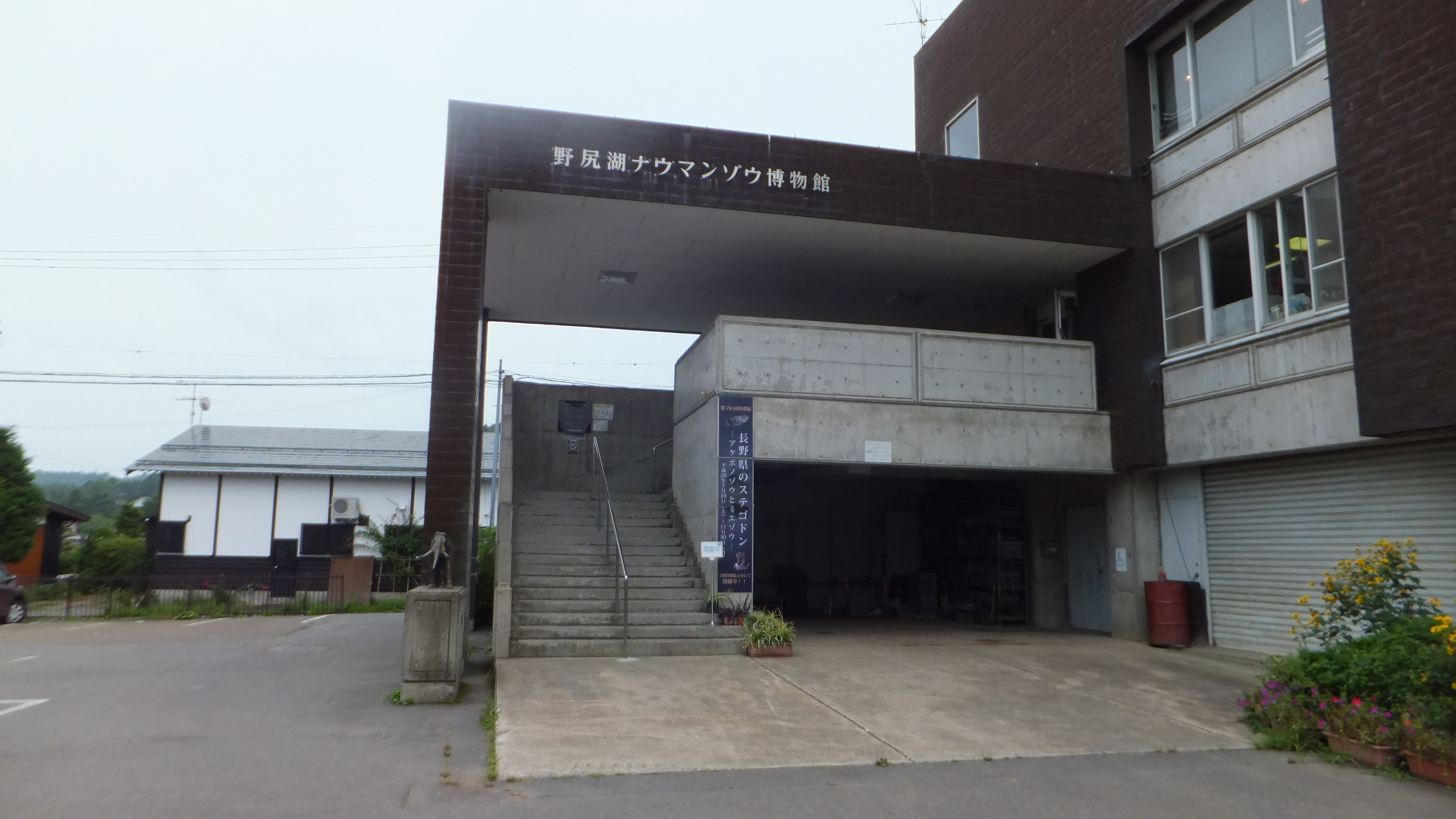
正面玄関

野尻湖ナウマンゾウ博物館（のじりこナウマンゾウはくぶつかん）は、長野県上水内郡信濃町にある博物館である。

## 概要
野尻湖西岸の湖底や湖畔、その周辺の丘陵地帯には、旧石器時代から縄文時代草創期にかけての遺跡が数多く分布している（野尻湖遺跡群）。その中の立が鼻遺跡という湖底遺跡付近で1948年（昭和23年）に地元の旅館経営者が偶然ナウマンゾウの臼歯（発見当初は、その形状から「湯たんぽの化石」と呼ばれていた）を発見した。また1953年（昭和28年）には、別の地元住民が杉久保遺跡付近で収集していた石器資料の中に旧石器時代のものが含まれていることを芹沢長介らが発見し、湖底を中心とした発掘調査が行われるようになった。
ナウマンゾウ化石と旧石器時代遺跡の発掘調査は、1962年（昭和42年）から一般参加の形式で行われている。当博物館は、その発掘調査成果を中心に、約5万年前から現在に至るまでの野尻湖周辺の自然環境を研究・展示している施設である。発掘調査で検出された全出土品を現地に保管し公開することを目的として、1984年（昭和59年）7月1日に開館した。開館当初の名称は「野尻湖博物館」で、1996年（平成8年）に現在の名称に変更した。

### 建物概要
2階の常設展示室には野尻湖、および湖で発掘されたものを含むナウマンゾウにまつわる展示物が置かれている。
| 階 | フロア概要                           |
| -- | ------------------------------------ |
| 3  | 特別展示室・研究室                   |
| 2  | 受付・常設展示室・物産店             |
| 1  | ナウマンゾウなどの収蔵庫・体験学習室 |

### シンボルマーク
博物館のシンボルマークは、1973年（昭和48年）の立が鼻遺跡第5次発掘調査で出土した、ナウマンゾウの牙（第2門歯）とヤベオオツノジカの掌状角（手の平をひろげたような大型の角）である。隣り合って検出されたことから「月と星」の愛称で呼ばれている。

## 歴史
- 1984年（昭和59年）7月1日 - 野尻湖博物館として開館。開館式には252人が参加し、一般公開見学者は2,013人であった[1]。
- 1996年（平成8年） - 野尻湖ナウマンゾウ博物館に改称[1]。
- 2009年（平成21年）7月26日 - 入場者数が150万人を突破[10]。

## 開館時間・休館日
午前9時から午後5時まで（冬季は午前9時半から午後3時45分まで）

### 休館日
5月・6月・9月・10月・11月の月末日・年末年始

## アクセス

### 自家用車
- 上信越自動車道信濃町インターチェンジから約5分[11]。

### 公共交通機関
- しなの鉄道黒姫駅からタクシーを利用。7月中旬から10月中旬までは季節限定でバスも運行されている[11]。